# Simon Verhoeven
Simon Verhoeven (München, 1972. június 20. –) német színész és rendező.

## Élete
Verhoeven labdarúgóként játszott a TSV 1860 München  sportegyesületben és a DFB-válogatottban. 17 évesen sérülés miatt be kellett fejeznie labdarúgó-karrierjét.
1991-ben tett le az érettségi vizsgát , és hat hónappal később New Yorkban kezdte meg a színészképzést.

## Filmográfia

### Mint színész
- 1994: Mutters Courage
- 1996: Der rote Tod (TV-film)
- 1999: Mit fünfzig küssen Männer anders (TV-film)
- 1999: Natalie III – Babystrich online (TV-film)
- 2000: Vasilisa
- 2001: Die Windsbraut (Bride of Wind)
- 2001: 100 Pro
- 2002: Rosamunde Pilcher – Wenn nur noch die Liebe zählt
- 2002: Die schnelle Gerdi (televíziós sorozat)
- 2002: Feiertag
- 2003: A berni csoda (Das Wunder von Bern)
- 2003: Da wo die Heimat ist (TV-film)
- 2004: Der Fischer und seine Frau
- 2004: Mädchen, Mädchen 2 – Loft oder Liebe
- 2004: Wen die Liebe trifft (TV-film)
- 2005: Inga Lindström – Im Sommerhaus
- 2005: Eine Liebe am Gardasee
- 2006: Zwei Bräute und eine Affäre
- 2007: Stellungswechsel
- 2008: Mogadischu
- 2008: Kleine Lüge für die Liebe (TV-film)
- 2009: Férfiszívek
- 2009: Mama kommt! (TV-film)
- 2010: Laconia
- 2011: Männerherzen … und die ganz ganz große Liebe

### Mint rendező
- 2001: 100 Pro (Forgatókönyv is, zene is)
- 2009: Férfiszívek (Forgatókönyv is, zene is)
- 2011: Männerherzen … und die ganz ganz große Liebe (Forgatókönyv is, zene is)
- 2016: Friend Request
- 2016: Isten hozott Németországban! (Willkommen bei den Hartmanns) (Forgatókönyv is)
- 2020: Nightlife (Forgatókönyv is)